# Ludwig Karl Koch
Ludwig Paul Koch (né à Francfort-sur-le-Main le 13 novembre 1881 et mort le 4 mai 1974 à Harrow, Londres ) est un diffuseur et un preneur de son. Expert dans l'enregistrement des sons d'animaux, il a joué un rôle important dans l'intérêt du public britannique pour la faune.

## Biographie
Koch est né dans une famille juive mélomane sous l'identité de Paul Ludwig , et en tant que violoniste, il a été admis dans le cercle musical de Clara Schumann. Plus tard, il a étudié le chant et a connu une carrière courte mais réussie en tant que chanteur de concert. Cette activité a pris fin avec le déclenchement de la Première Guerre mondiale. Enfant, il avait reçu un phonographe et avait enregistré plusieurs animaux, dont le premier enregistrement connu de chants d'oiseaux, réalisé en 1889.
Parce qu'il parlait couramment le français, il a rejoint le renseignement militaire. Après l'armistice de 1918, il est devenu chef de délégation pour le rapatriement de la zone allemande occupée par la France. Il a travaillé pour le gouvernement allemand jusqu'en 1925. En 1928, il a été chargé par la filiale allemande des industries électriques et musicales (EMI) de débuter une branche culturelle de l'industrie des gramophones. Cette activité a ravivé son intérêt d'enfance pour les animaux. Ainsi, à partir de 1929, il a recommencé à enregistrer des sons d'animaux, en utilisant un équipement plus perfectionné. Il a inventé le concept de livre sonore en attachant des disques de phonographe à un livre illustré, ancêtre du multimédia.
En janvier 1936, Koch part en tournée de conférences en Suisse. Son billet d'avion de retour lui a été remis par Hermann Göring, qui, en tant qu'amateur d'oiseaux et d'animaux, était un admirateur du travail de Koch. Après la dernière conférence de Koch, il a été approché par un homme affirmant qu'il était le représentant du Troisième Reich en Suisse et qu'il avait suivi les conférences de Koch et rédigé un très bon rapport à leur sujet. Il s'est avéré que l'homme était Wilhelm Gustloff et il a été assassiné le lendemain. Depuis que Koch avait été vu en train de parler à Gustloff quelques heures auparavant, il était préoccupé par son retour en Allemagne et craignait d'être accusé d'être impliqué dans l'assassinat. Il a appelé le directeur de sa maison de disques, un nazi, qui lui a conseillé de rester en Suisse. Koch s'est ensuite enfui en Grande-Bretagne. Sir Julian Huxley l'a aidé à convaincre l'ornithologue et éditeur Harry Witherby de réaliser un livre de sons d'oiseaux sauvages britanniques. En 1936, Songs of Wild Birds est publié, suivi de deux autres livres sonores en 1938 (More Songs of Wild Birds en 1937 et Animal Language en 1938). En 1937, il enregistre les oiseaux dans le parc du château royal de Laeken (en Belgique) avec l'aide de la reine Élisabeth de Belgique. Ces enregistrements n'ont été publiés qu'en 1952, en raison des circonstances de la guerre et de la question royale belge .
Au début de la Seconde Guerre mondiale, Huxley a présenté Koch à la British Broadcasting Corporation, et sa voix distinctive, mais attrayante et plutôt musicale, accompagnant ses enregistrements sonores est rapidement devenue familière aux auditeurs. Ses enregistrements sonores ont été acquis par la BBC et ont créé la bibliothèque de sons de l'histoire naturelle de la BBC. Koch a pris sa retraite en 1951, mais a continué à mener des expéditions pour enregistrer des sons d'animaux sauvages, visitant l'Islande à l'âge de soixante et onze ans. Il a fait l'objet d'un documentaire de 2009 sur la BBC Radio 4, « Ludwig Koch et la musique de la nature ». Ses enregistrements et ses manuscrits sont conservés dans les archives sonores de la British Library.

## Discographie
- Der Wald Erschallt (Verlag Knorr & Hirth, 1934).
- Im gleichen Schritt und Tritt (Verlag Knorr & Hirth, 1934).
- Stolz weht die Flagge (Verlag Knorr & Hirth, 1934).
- Gefiederte Meistersänger - 1re édition (Brühlscher Verlag Giessen, 1935).
- Chants d'oiseaux sauvages (HF & G. Witherby, 1936).
- Plus de chansons d'oiseaux sauvages (HF & G. Witherby, 1937).
- Hunting by Ear - 1re édition (HF & G. Witherby, 1937).
- Langue animale (Country Life / Parlophone, 1938).
- Les Oiseaux Chanteurs de Laeken (Parlophone, 1952).
- Chants d'oiseaux britanniques (HMV, 1953).
- Ludwig Koch se souvient: 1 (BBC, 1957).
- Ludwig Koch se souvient: 2 (BBC, 1957).
- Hunting by Ear - 2e édition (HF & G. Witherby, 1960).